# Астрономія в М'янмі

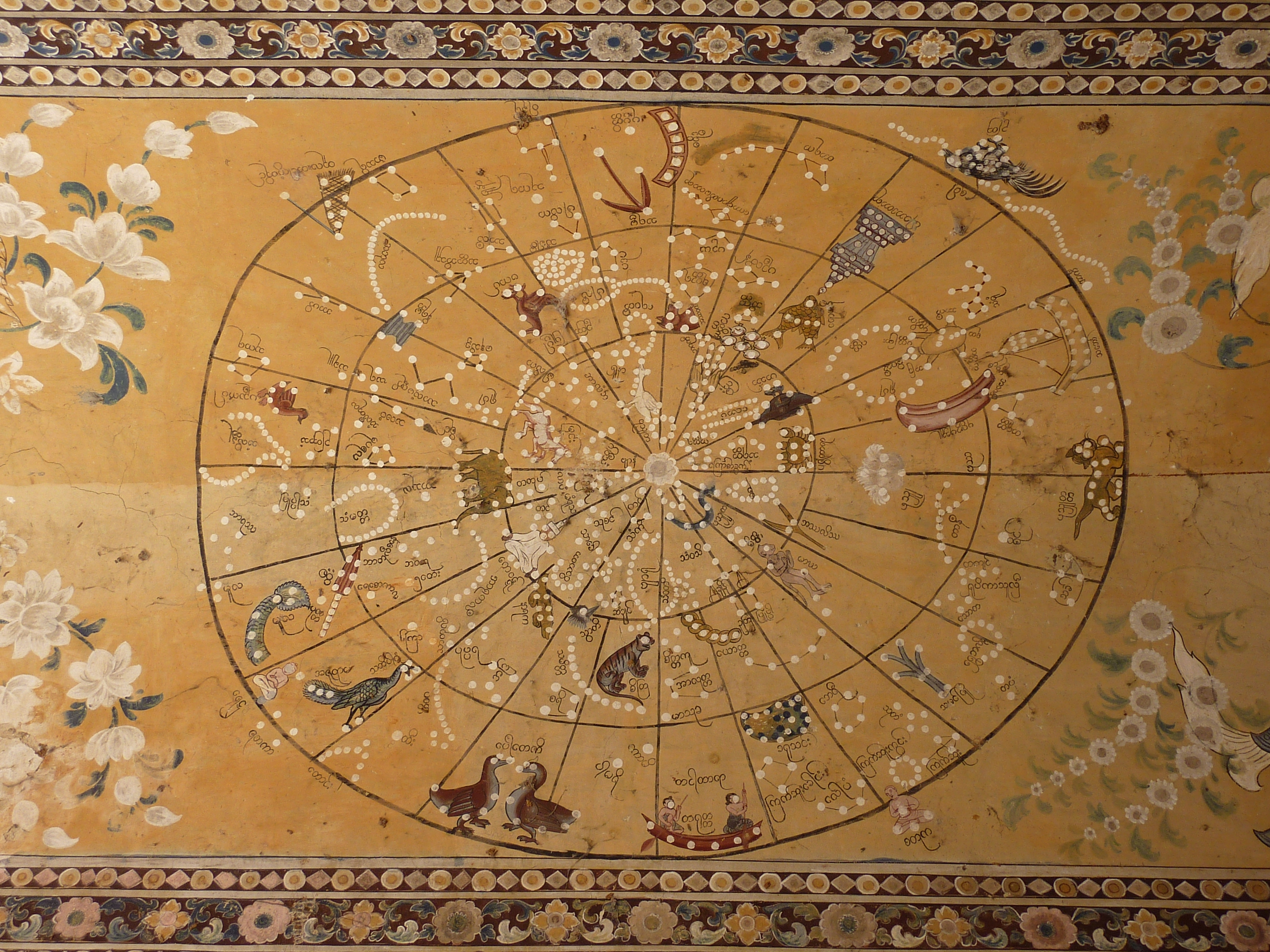
Зоряна карта на стелі пагода Кьяуктавгі з бірманськими астеризмами

Астроно́мія в М'я́нмі має давню історію, але зараз представлена переважно популяризаторською діяльністю, без значних наукових та освітніх центрів.
Середньовічні бірманці вміли розраховувати положення планет, затемнення, виділяли на небі власні астеризми та мали власний календар, який зрідка використовують і понині.
Зараз популяризацією астрономії в М'янмі займаються Янгонський планетарій та М'янмське товариство ентузіастів астрономії та науки.

## Історія
М'янма, ймовірно, має дуже великий потенціал для археоастрономічних та етноастрономічних досліджень, але поки що таких досліджень проведено вкрай мало.
Бірманці виділяли власні астеризми. Збереглося кілька зоряних карт, найцікавішими з яких є три, намальовані на стелі коридорів у пагоді Кьяуктавгі біля Мандалая, побудованій в 1847 році.
Під час британського колоніального періоду (1824–1957) колоніальна влада переважно використовувала астрономію для потреб навігації, картографії, вимірювання часу. На території Британської Бірми встановили кілька часокуль і сигнальних гармат, щоб давати сигнали точного часу.
Традиційний бірманський календар ґрунтується на давній індійській книзі Сур'ясіддханта (Sûryasiddhânta). Вважають, що на території М'янми його запровадив паганський монарх Попа Саврахан. За часів Паганського царства (XI—XII ст.) цей календар поширився на сусідні держави — Аракан, Північний Таїланд, Лаос. Традиційний бірманський календар має 0-й рік, що припадає на 638 р. н. е. григоріанського календаря. Від 1885 року в Британській Бірмі використовують григоріанський календар. Втім традиційний календар досі вживають для таких фестивалів, як Тінг'ян (Thingyan) і Тазаунгдаїн (Tazaungdaing). В країні дотепер продають друковані календарі, на яких традиційні бірманські дати стоять поруч з європейськими.
Для укладання гороскопів бірманські астрономи вміли розраховувати положення планет, широко використовуючи для цього методи індійської астрономії. Вони також вміли розраховувати затемнення, використовуючи при цьому оригінальні методи врахування паралаксу.

## Популяризація астрономії
М'янмське товариство ентузіастів астрономії та науки (англ. Myanmar Astronomy & Science Enthusiasts Society, MASES) з 2004 року популяризує астрономію у всій країні, організовує огляди неба для громадськості, науково-популярні астрономічні події в школах, університетах та громадських місцях.
Янгонський планетарій розташований у Янгоні, найбільшому місті М'янми. Його подарував М'янмі уряд Японії в 1987 році. Планетарій має купол діаметром 12 м і японське обладнання, які використовують для демонстрації повнокупольних зоряних шоу.